# Damien Schumann
Damien Schumann (* 11. Dezember 1987 in Melbourne) ist ein australischer Beachvolleyballspieler.

## Karriere
Schumann spielte 2010 mit Owen Boland in Shanghai, Mysłowice und Prag seine ersten Open-Turniere auf der FIVB World Tour. Die Turniere in Polen und Tschechien absolvierten Schumann/Boland auch auf der World Tour 2012, schieden aber wieder früh aus. Bei der Asienmeisterschaft belegten sie den neunten Platz. 2013 spielten sie nur noch einige nationale Turniere und ein kontinentales Turnier in Indonesien zusammen.
Beim Grand Slam in Xiamen im Oktober 2013 trat Schumann bereits mit seinem neuen Partner Joshua Court an und kam auf den 25. Platz. 2014 wurden Schumann/Court nach einigen nationalen und kontinentalen Turnieren sowie den Fuzhou Open Fünfte der Asienmeisterschaft. Nach dem Grand Slam in Stare Jabłonki erreichten sie bei den Open-Turnieren in Paraná und Doha den 17. und 25. Platz. 2015 schieden sie bei den Open-Turnieren der FIVB-Serie in Fuzhou und Luzern früh aus. Danach traten sie bei der Weltmeisterschaft in den Niederlanden an. Dort waren sie in der Vorrundengruppe punktgleich mit zwei anderen Teams, schieden aber als Gruppenletzte aus. Auf der World Tour spielten sie anschließend noch das Gstaad Major, die Antalya Open und die Katar Open. Das Jahr 2016 begannen sie mit einigen nationalen Turniersiegen und dem dritten Rang bei der Asienmeisterschaft. Auf der World Tour spielten sie nur die Fuzhou Open und den Grand Slam in Long Beach, ohne dabei über zweistellige Ergebnisse hinauszukommen.
2017 bildete Schumann ein neues Duo mit Christopher McHugh. McHugh/Schumann gewann zu Beginn der World Tour das nur mit einem Stern bewertete Turnier in Shepparton. Bei der Asienmeisterschaft in Thailand belegten sie den dritten Platz. Danach wurden sie unter anderem Neunte bei den Drei-Sterne-Turnieren in Xiamen und Moskau, bevor sie bei den höchstkategorisierten Turnieren in Poreč und Gstaad auf zweistellige Ergebnisse kamen. Über die AVC-Vorentscheidung qualifizierten sie sich für die Weltmeisterschaft in Wien, bei der sie als Gruppenzweiter der Vorrunde in der ersten Hauptrunde die US-Amerikaner Gibb/Crabb besiegten, im Achtelfinale aber gegen deren Landsleute Dalhausser/Lucena ausschieden. Im April 2018 gewannen McHugh/Schumann im heimischen Gold Coast die Goldmedaille bei den Commonwealth Games. Danach trennten sich die beiden.
Von Juni 2018 bis November 2019 war Cole Durant Schumanns Partner. Bestes Ergebnis auf der World Tour war ein vierter Platz beim 3-Sterne-Turnier in Qinzhou. Bei der Weltmeisterschaft 2019 in Hamburg schieden Durant/Schumann in der ersten Hauptrunde gegen die Polen Fijałek/Bryl aus. Seit 2020 spielte Schumann wieder mit McHugh. Die beiden Australier wurden im Februar 2020 in Thailand Asienmeister und gewannen das FIVB 2-Sterne Turnier in Phnom Penh. 2021 qualifizierten sich McHugh/Schumann über den Continental Cup für die Olympischen Spiele in Tokio, bei denen sie sieglos nach der Vorrunde ausschieden. Danach beendete Schumann seine internationale Karriere.